# Tarsalia deccana
Tarsalia deccana là một loài Hymenoptera trong họ Apidae. Loài này được Baker mô tả khoa học năm 1972.